# Anna Maria Perez de Taglé
Anna Maria Francesca Enriquez Perez de Taglé, ameriška gledališka, filmska in televizijska igralka, pevka, fotomodel in plesalka, *23. december 1990, San Francisco, Kalifornija, Združene države Amerike. Najbolje je poznana po svoji vlogi Ashley Dewitt v Disney Channelovi televizijski seriji Hannah Montana in kot Ella Pador v televizijskem filmu Camp Rock. Igrala je tudi Miracle Ross v televizijski seriji Cake T.V., v letu 2009 pa je posnela film Fame: Sanje o slavi, kjer je igrala Joy Moy.

## Zgodnje in zasebno življenje
Anna Maria Francesca Enriquez Perez de Taglé se je rodila 23. decembra 1990 v San Franciscu, Kalifornija, Združene države Amerike. Prihaja iz družine s filipinskimi koreninami, sicer pa ima tudi španske in irske prednike. V njeni družini je veliko medijsko razpoznavnih osebnosti. Je hčerka bivše televizijske osebnosti, Archieja Pereza de Tagléa, vnukinja filipinske igralke iz petdesetih let, Sylvie La Torre in nečakinja bivše otroške zvezde, Che-Che Perez de Taglé. Odrasla je v Santa Clari, Kalifornija, trenutno pa skupaj z mamo Evelyn Enriquez in dvema starejšima bratoma, Juanom Miguelom in Josejem, živi v San Gabrielu, Kalifornija. Zna igrati na klavir, med svoja najljubša športa pa vključuje smučanje in ples.

## Kariera
Anna Maria Perez de Taglé je s svojo igralsko kariero začela v otroštvu z vlogami v mestnem gledališču Childrens Musical Theatre of San Jose (CMTSJ). Igrala je v gledaliških igrah, kot so Pepelka, Bugsy Malone in The King and I, njena najbolj znana vloga pa je bila vloga Glinde v igri The Wiz. Ob približno istem času je začela tudi s kariero fotomodela, saj se je pojavljala v raznih katalogih za veleblagovnice, kot sta Macy's in Mervyns. V letu 2006 je odšla na prvo avdicijo za igranje na televiziji in sicer za vlogo v Disney Channelovi televizijski seriji Hannah Montana ob Miley Cyrus. V seriji igra še danes in sicer je upodobila stranski lik, Ashley Dewitt. Ko je dobila vlogo, se je njena družina za nekaj časa preselila v Hollywood. Pred serijo Hannah Montana je imela nepomembno vlogo v filmu Beseda za besedo iz leta 2005. Leta 2006 je dobila tudi vlogo v Miracle Ross v televizijski seriji Cake T.V., že leta 2007 pa se je pojavila v televizijski seriji Just Jordan. Bila je tudi izbrana za igranje v televizijski seriji Star Search, kjer so odkrili zvezdnike, kot so Justin Timberlake, Christina Aguilera, Britney Spears, Beyoncé Knowles, Lacey Chabert in Kelly Rowland. Naslednjega leta je dobila manjšo glasovno vlogo v televizijski seriji Junaki mesta Higgly.
Leta 2008 je Anna Maria Perez de Taglé v vlogi Elle Pador poleg igralcev, kot so Demi Lovato, Joe Jonas, Nick Jonas, Kevin Jonas, Meaghan Jette Martin, Maria Canals Barrera, Alyson Stoner, Jasmine Richards, Roshon Fegan in Aaryn Doyle zaigrala v filmu Camp Rock. V dodatku ob DVD-ju za film Camp Rock je omenila, da bi se rada uveljavila tudi v glasbeni industriji, tako kot njena babica, slavna filipinska pevka Sylvia La Torre. Anna Maria Perez de Taglé je leta 2009 zaigrala v filmu Fame: Sanje o slavi, ob igralcih Kay Panabaker in Naturi Naughton. Film je izšel 25. septembra 2009. Istega leta je igrala v videospotu za pesem Demi Lovato, »Remember December«, kjer je igrala tudi Meaghan Martin (slednja je imela vlogo Tess Tyler v njeni uspešnici Camp Rock). Za tem je naslednjega leta posnela še single »Fame«, »Insomnia«, »Roses«, »Part of Your World« in »Shot Down«, za singla »Roses« in »Part of Your World« pa je posnela tudi videospote.
25. junija 2009 bo izšlo nadaljevanje filma Camp Rock, film Camp Rock 2: The Final Jam, kjer bo Anna Maria Perez de Taglé ponovno zastopala svojo vlogo Elle Pador.

## Filmografija
| Leto | Naslov                     | Vloga                        | Opombe                           |
| ---- | -------------------------- | ---------------------------- | -------------------------------- |
| 2010 | Camp Rock 2: The Final Jam | Ella Pador                   | Disney Channel (post-produkcija) |
| 2009 | Fame: Sanje o slavi        | Joy Moy                      | Glavna vloga                     |
| 2008 | Junaki mesta Higgly        | Junakinja patrole za varnost | 1 epizoda (glas)                 |
| 2008 | Camp Rock                  | Ella Pador                   | Disney Channel                   |
| 2007 | Just Jordan                | Veronica                     | Epizoda: »Slippery When Wet«     |
| 2006 | Hannah Montana             | Ashley Dewitt                | 2006 - danes (stranska vloga)    |
| 2006 | Cake T.V.                  | Miracle Ross                 | 2006 (stranska vloga)            |
| 2005 | Beseda za besedo           | Beseda za besedo #1          |                                  |

## Diskografija

### Singli
| Leto | Naslov               | Album                     |
| ---- | -------------------- | ------------------------- |
| 2010 | »Part of Your World« | DisneyMania 7             |
| 2010 | »Roses«              | Anna Maria Perez de Taglé |
| 2010 | »Insomnia«           | Anna Maria Perez de Taglé |
| 2010 | »Shot Down«          | Anna Maria Perez de Taglé |
| 2010 | »Fame«               | Anna Maria Perez de Taglé |

### Videospoti
- 2009: »Remember December«
- 2010: »Part of Your World«
- 2010: »Roses«